# Eugeniusz Sabaudzki
Eugeniusz Sabaudzki, fr. Eugène-François de Savoie, niem. Prinz Eugen von Savoyen, wł. Eugenio di Savoia-Carignano (ur. 18 października 1663 w Paryżu, zm. 24 kwietnia 1736 w Wiedniu) – książę Sabaudii, wybitny dowódca cesarskich wojsk austriackich. Napoleon uważał go za jednego z siedmiu najwybitniejszych wodzów w dziejach świata.

## Życiorys
Jego matka, Olimpia Mancini była siostrzenicą pierwszego ministra Francji – kardynała Jules'a Mazarina, ojcem był generał Eugeniusz Maurycy Sabaudzki.
Kiedy Ludwik XIV uniemożliwił mu służbę w swej armii, zniechęcony opuścił Francję i w 1683 został oficerem cesarskich wojsk austriackich. Uczestniczył w bitwie pod Wiedniem. 14 listopada 1685 został mianowany na stopień generała feldwachtmeistra, a 4 listopada 1687 na stopień marszałka polnego porucznika. W 1688 stał na czele wojsk osłaniających Węgry przed najazdem tureckim. 31 maja 1690 został mianowany na stopień generała kawalerii, a 25 marca 1693 na stopień marszałka polnego. W 1697 odniósł rozstrzygające zwycięstwo nad Turkami w bitwie pod Zentą.
Znany jako jeden z najwybitniejszych wodzów wojsk sprzymierzonych podczas wojny o sukcesję hiszpańską. Pokonał wojska Francuzów w północnych Włoszech – w lipcu 1701 marszałka de Catinata, doprowadzając do jego dymisji, a w konsekwencji do dalszych klęsk wojsk francuskich, m.in. szczególnie dotkliwej pod Chiari. 
W 1703 został przewodniczącym Nadwornej Rady Wojennej, zreorganizował i unowocześnił armię austriacką. W 1704 po połączeniu z angielską armią księcia Marlborough, pokonał Francuzów w Bawarii w bitwie pod Blenheim. Przeniósł następnie działania wojenne do północnych Włoch i Prowansji. W 1706 uwalniając miasto od oblężenia pobił Francuzów w bitwie pod Turynem, co poskutkowało wycofaniem wojsk francuskich z północnej Italii w roku następnym. 2 maja 1708 został mianowany na stopień generała lejtnanta, a wcześniej (21 lutego 1707) również stopień generała marszałka polnego Rzeszy.
Wspólnie z ks. Marlborough podjął kampanię we Flandrii, pokonując Francuzów w decydujących bitwach pod Oudenarde (11 lipca 1708) i Malplaquet (11 września 1709).
Militarne sukcesy księcia Eugeniusza przyczyniły się do podpisania korzystnego dla Austrii pokoju w Rastatt (1714). W tym samym roku rozpoczął budowę swojego pałacu belwederskiego w Wiedniu ukończonego w 1723.
Był gubernatorem Niderlandów Austriackich, a później wicekrólem Włoch. W latach 1717–1718 ponownie został naczelnym wodzem wojsk cesarskich w wojnie austriacko-tureckiej. 5 sierpnia 1716 pobił Turków w bitwie pod Petrowaradynem, a 22 sierpnia 1717 niespodziewanie zdobył Belgrad, przeprawiając się po moście pontonowym. Dzięki jego sukcesom Austria na mocy pokoju w Pożarewacu uzyskała północną część Serbii i Bośni.
5 stycznia 1719 w Wiedniu François-Louis de Pesmes de Saint-Saphorin jako przedstawiciel brytyjski, saski polityk Jakub Henryk Flemming i Eugeniusz Sabaudzki podpisali traktat sojuszniczy, którego celem była obrona całości terytorialnej Rzeczypospolitej i wyprowadzenie z niej obcych wojsk. Zdążył jeszcze wziąć udział w wojnie o sukcesję polską.
Zmarł w Wiedniu i pochowany został w stołecznej katedrze św. Szczepana.
W latach 1683–1736 był szefem Pułku Dragonów Nr 13. Po śmierci księcia pułk zachował jego imię „na wieczne czasy”.

## Upamiętnienie
- „Prinz Eugen”, czyli książę Eugeniusz – niemiecki krążownik
- 7 Ochotnicza Dywizja Górska SS „Prinz Eugen”
- SMS „Prinz Eugen” – trzy austro-węgierskie okręty
- HMS „Prince Eugene” – brytyjski monitor